# Gerd Körber
Gerd Körber (* 24. Mai 1963 in Helmlingen)  ist ein deutscher Truckrennfahrer und dreimaliger Truck-Racing-Europameister.

## Motorsport-Karriere
Zu seinen größten Erfolgen gehören der deutsche Vizemeistertitel der Deutsche Junioren Kart Meisterschaft und drei Titel als Truck-Racing-Europameister (1991, 2002 und 2003).

### Truck-Racing
Mr. Truckrace oder Mr. Truckracing, wie er von seinen Fans genannt wird, fährt seit 1987 (MAN in der Klasse B) Renntrucks in der Truck-Racing-Europameisterschaft, damals noch Truck-Racing-Europacup.
Zu seinen größten Erfolgen im Lkw-Rennen gehören:
- 1989: Vize-Europameister im Truck-Racing-Europacup (MAN)
- 1990: 3. Platz im Truck-Racing-Europacup, Klasse C (Phoenix-MAN)
- 1991: Europameister im Truck-Racing-Europacup, Klasse C (Phoenix-MAN)
- 1992: Vize-Europameister im Truck-Racing-Europacup, Klasse C im Phoenix-MAN
- 1996: Vize-Europameister im Truck-Racing-Europacup in der Super-Race-Trucks-Klasse (MAN)
- 2000: 3. Platz im Truck-Racing-Europacup in der Super-Race-Trucks-Klasse (MAN)
- 2002: Europameister im Truck-Racing-Europacup in der Super-Race-Trucks-Klasse (Buggyra MK 002)
- 2003: (Doppel-)Europameister im Truck-Racing-Europacup in der Super-Race-Trucks-Klasse (Buggyra MK 002/B)
- 2003: 3. Platz im Truck-Racing-Europacup in der Race-Trucks-Klasse (Buggyra-Freightliner)
- 2006: Vize-Europameister der Truck-Racing-Europameisterschaft
- 2007: 5. Platz in der Fahrerwertung
- 2015: 9. Platz in der Fahrerwertung
- 2016: 8. Platz in der Fahrerwertung
- 2017: 7. Platz in der Fahrerwertung

## Beruf
Neben seiner Tätigkeit als Lkw-Rennfahrer ist Gerd Körber Geschäftsführer der Bickel-Tec GmbH, einem Fahrzeugbau- und Lackierbetrieb im badischen Rheinau.